# Schizymenium hariotii
Schizymenium hariotii là một loài Rêu trong họ Bryaceae. Loài này được (Thér.) A.J. Shaw miêu tả khoa học đầu tiên năm 1985.